# Miejska Biblioteka Publiczna im. Ł. Górnickiego „Galeria Książki” w Oświęcimiu
Miejska Biblioteka Publiczna im. Ł. Górnickiego „Galeria Książki” w Oświęcimiu – samorządowa instytucja kultury, powstała w 1948 roku. Od 1952 roku pełni funkcję biblioteki powiatowej. Zajmuje się gromadzeniem, opracowaniem, przechowywaniem i udostępnianiem zbiorów bibliotecznych oraz działalnością kulturalną na rzecz mieszkańców miasta Oświęcim i gminy Oświęcim. Od 1999 roku patronem Biblioteki jest Łukasz Górnicki, pisarz polityczny, poeta i tłumacz, który urodził się w 1527 roku w Oświęcimiu.

## Nowa siedziba
W 2009 r. złożono wniosek o dofinansowanie budowy nowej siedziby biblioteki. Projekt uzyskał dofinansowanie w ramach Małopolskiego Regionalnego programu Operacyjnego Priorytet 3. Turystyka i przemysł kulturowy, Działanie 3.3 Instytucje kultury, Schemat A – Rozwój infrastruktury kulturalnej. Wartość inwestycji 16,2 mln zł. W tym samym roku wmurowano kamień węgielny i rozpoczęto budowę, która trwała do 2011 roku. 4 lipca 2011 roku nastąpiło otwarcie nowej siedziby Miejskiej Biblioteki Publicznej przy ulicy Nojego 2B, a nowy gmach biblioteki połączył zbiory wszystkich filii w jednym miejscu. W sierpniu 2011 r. – Uchwałą Nr XI/183/11, nastąpiła zmiana nazwy na: Miejska Biblioteka Publiczna im. Ł. Górnickiego GALERIA KSIĄŻKI w Oświęcimiu.

## Dyrektorzy Biblioteki
- Bronisław Modła 1955 – 1990,
- Adam Stokłosa 1990 – 1991,
- Leszek Palus – od 1992.

## Zbiory
W 1994 r. rozpoczął się w Bibliotece proces automatyzacji i komputeryzacji. Od 2008 roku biblioteka wypożycza zbiory za pomocą systemu bibliotecznego MAK, a w 2013 roku wdrożono system webmak.
Stan zbiorów Biblioteki w Oświęcimiu na koniec 2019 roku:
- 119 413 woluminów z różnych dziedzin wiedzy,
- 11 622 pozycji zbiorów audiowizualnych (audiobooków i filmów),

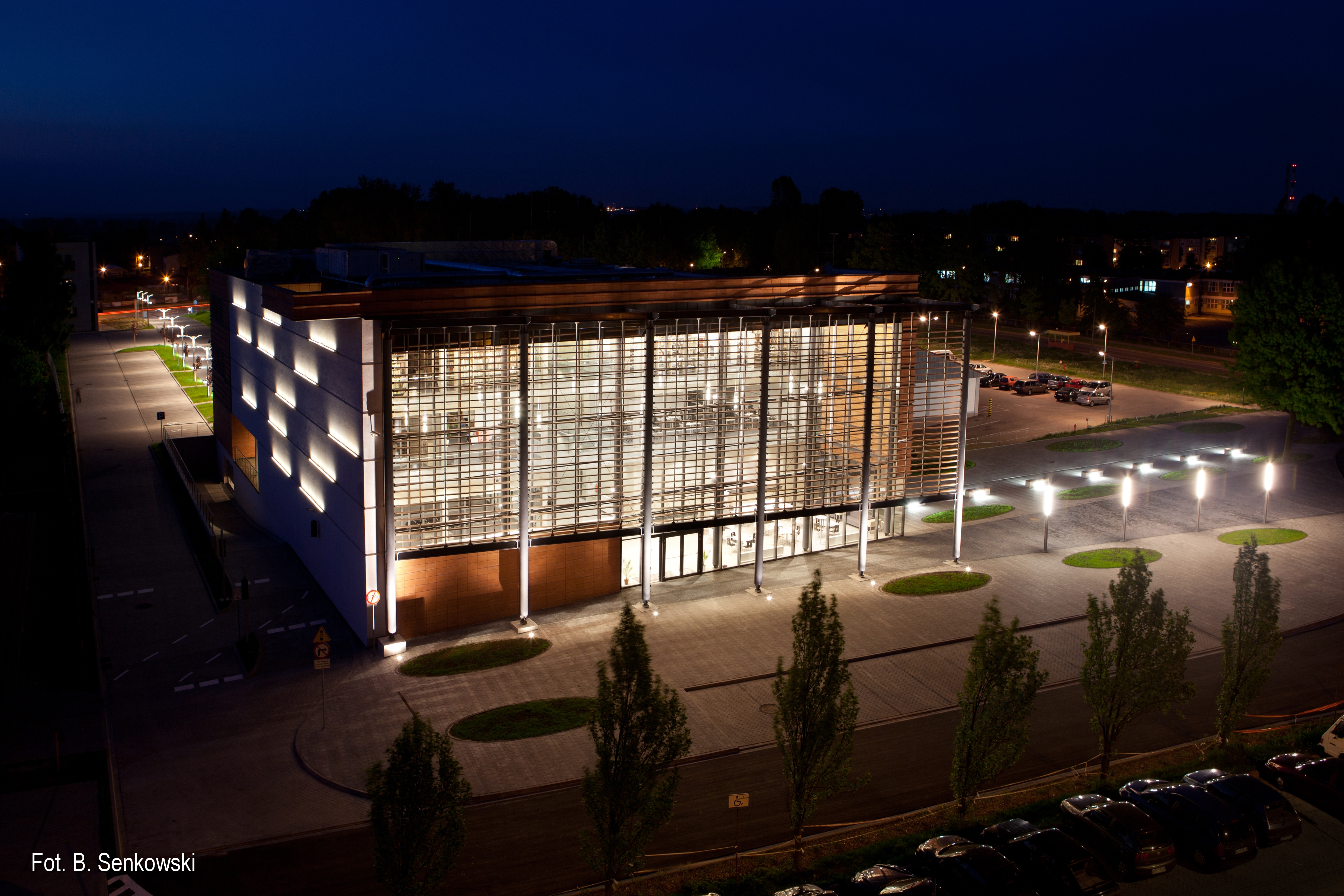
Biblioteka GALERIA KSIĄŻKI w Oświęcimiu, fot. B. Senkowski

- 55 tytułów czasopism bieżących.

## Struktura
Parter:
- Kawiarnia prasowa – oprócz świeżo parzonej kawy oferuje dostęp do kilkunastu tytułów bieżącej prasy codziennej.
- Galeria Przechodnia – parter obiektu przecina Galeria Przechodnia, która stanowi szlak komunikacyjny i miejsce, gdzie można co miesiąc obejrzeć wystawę.
- Aula św. Wawrzyńca – sala konferencyjna na 140 miejsc, która może być w zależności od potrzeb dzielona na dwie części. Aula wyposażona jest w sprzęt audiowizualny oraz zaplecze do np. tłumaczeń symultanicznych.
- Klasopracownia – wraz z wyposażeniem w zestawy robotów mBot, Lofi, Dash&Dot, Ozobot, Lego Mindstorms, ScottieGo, zestawy Makey Makey, drukarkę 3d, tablicę multimedialną, wykorzystywane do lekcji i wykładów bibliotecznych, zajęć zespołowych, warsztatów edukacyjnych.
- Mikroświat Zabawy  – miejsce dla rodziców i opiekunów z małymi dziećmi, gdzie oprócz konstrukcji z przeszkodami i basenem z piłeczkami prowadzone są zajęcia z wczesnej edukacji czytelniczej, cykliczne zajęcia literackie, teatralne, muzyczne, plastyczne i ruchowe.
- Multimedia – dział z dwoma salkami kinowymi, udostępnia programy i gry edukacyjne, filmy i muzykę na różnych nośnikach – płyty DVD, płyty CD, płyty analogowe, zbiory specjalne, w tym filmy z audiodeskrypcją, książki mówione. Osoby z dysfunkcjami wzroku mają możliwość skorzystania z urządzeń ułatwiających pracę z komputerem, z czytaków, nakładek brajlowskich, programu powiększająco – udźwiękawiający Lunar Plus, syntezatora mowy Ivona, multilektora SARA i programu udźwiękawiającego JAWS. Tutaj dostępne są również stanowiska do układania zestawów Lego, stanowiska komputerowe z bezpłatnym dostęp do Internetu i stanowiska z playstation.
- Oświęcimski Instytut Praw Człowieka – prowadzący działania edukacyjne na rzecz poszanowania praw człowieka, kształtowania postaw społecznych oraz wspierania dialogu między różnymi środowiskami i narodami. Punktem wyjścia jest historia Auschwitz jako symbolu Holokaustu i innych zbrodni. Do najważniejszych działań Instytutu należy organizacja i współorganizacja corocznych konferencji i seminariów, a min.: Oświęcimskie Forum Praw Człowieka, ogólnopolskie konferencje dla nauczycieli i edukatorów, ogólnopolskie konferencje dla uczniów i studentów, realizowanie projektów edukacyjnych, np. projektu „Małopolska Pamięta”, prowadzenie warsztatów i wykładów dla szkół podstawowych i ponadpodstawowych oraz seminariów dla studentów, edukatorów i nauczycieli, przygotowanie publikacji, wystaw tematycznych.

I piętro:
- Czytelnia – gromadzi literaturę popularno-naukową z różnych dziedzin wiedzy, oferuje dostęp do bieżącej prasy, w tym do czasopism elektronicznych, możliwość wypożyczenia numerów archiwalnych, pomoc w wyszukiwaniu i doborze artykułów prasowych oraz prowadzi elektroniczną kolekcję fotografii i dokumentów z historii miasta Oświęcim, gromadzi czasopisma regionalne i miesięczniki, tworzy bibliografię regionalną i digitalizuje prasę regionalną.  Istnieje tu również możliwość skorzystania z Internetu, wypożyczeń międzybibliotecznych oraz wykonania skanu lub ksera zbiorów bibliotecznych.
- Studio Robota – to makerspace, miejsce gdzie można skorzystać z maszyny do szycia, młotka, wiertarki, czy wyrzynarki. Z urządzeń można korzystać indywidualnie na miejscu i zrobić coś dla siebie, podczas zorganizowanych zajęć, a także część można wypożyczyć do domu. Tutaj odbywają się także różnego rodzaju kreatywne warsztaty DIY, działania w obszarze programowania, robotyki, kodowania, elektroniki.
- Biblioteka Młodych – udostępnia bajki, lektury oraz książki popularno-naukowe dla dzieci i młodzieży w wieku do 15 lat. Organizuje różnego rodzaju zajęcia edukacyjne, lekcje biblioteczne, spotkania autorskie, konkursy i zabawy. Do dyspozycji jest kącik malucha ze sklepem i kolorowymi bajkami, prawdziwy fiat 126p, w którym urządzono mini czytelnię. Wydzielone jest tutaj miejsce dla rodziców, w którym mogą poczytać, obejrzeć telewizję, zagrać w piłkarzyki lub xBoxa, czy po prostu posiedzieć i poczekać na dziecko.
- Centrum Literatury Dziecięcej – ośrodek naukowo-badawczy, zajmujący się promocją czytelnictwa oraz najlepszych książek dla dzieci, gromadzi księgozbiór traktujący o książkach dla dzieci. Koordynuje Ogólnopolską Nagrodą Literacką im. Kornela Makuszyńskiego.

II piętro
- Wypożyczalnia dla dorosłych z wydzielonym działem książki obcojęzycznej. Księgozbiór całej biblioteki liczy prawie 130 000 pozycji. W zbiorach Wypożyczalni znajdują się literatura piękna (polska i obca), lektury szkolne, serie wydawnicze, literatura grozy i fantastyczna, kryminały, literatura popularno-naukowa (biografie, poradniki, podróże, sport i rekreacja, przewodniki, publicystyka etc.), literatura obcojęzyczna (m.in. w jęz.: angielskim, francuskim, niemieckim i włoskim). Oferta jest na bieżąco aktualizowana.

## Oferta
Biblioteka tworzy przestrzeń dla wszystkich użytkowników, z odpowiednio dostosowaną do ich potrzeb ofertą.
- dla dzieci młodszych i starszych;
- dla młodzieży szkolnej;
- dla studentów, chcących wzmacniać swoje szanse na coraz bardziej konkurencyjnym rynku pracy, a jednocześnie chcących atrakcyjnie i twórczo spędzać czas wolny;
- kompleksową ofertę dla wielopokoleniowych rodzin;
- dla osób wychowujących dzieci, jednak nie rezygnujących z rozwoju osobistego i zawodowego;
- dla osób zajmujących się wychowaniem dzieci i młodzieży – rodziców, nauczycieli, opiekunów;
- dla osób starszych;
- dla osób z dysfunkcjami wzroku.

## Działalność kulturalno-oświatowa
Biblioteka jako instytucja kulturalna prowadzi działalność popularyzatorską, celem której jest zapoznanie użytkowników ze zbiorami oraz różnorodnością usług bibliotecznych. W bibliotece prowadzone są:
- lekcje biblioteczne,
- spotkania autorskie z pisarzami, znanymi osobistościami dla dzieci i dorosłych,
- konkursy literackie, tematyczne, plastyczne,
- wystawy okolicznościowe, hobbystyczne, promujące książkę, czy lokalnych artystów,
- akcje promujące czytelnictwo,
- szkolenia komputerowe dla dzieci i seniorów,
- zajęcia programowania dla dzieci i młodzieży,
- warsztaty artystyczne dla dzieci i dorosłych,
- imprezy okolicznościowe.

## Ogólnopolska Nagroda Literacka im.Kornela Makuszyńskiego
Została ustanowiona w 1994 r. W 2004 roku jej organizację przejęła Biblioteka w Oświęcimiu. Jest przyznawana co roku żyjącemu, polskiemu autorowi, za wyróżniającą się podobnymi do twórczości Makuszyńskiego cechami, książkę literacką dla dzieci młodszych. Realizacja projektu służy promocji książek dla dzieci nie tylko wśród najmłodszych czytelników. Zwieńczeniem całorocznych działań jest uroczysta gala wręczenia nagrody. Zabawy literackie i taneczne oraz baśniowe zagadki z udziałem bajkowych postaci, a także konkursy plastyczne, malowanie twarzy, balonowe dmuchawce, wielkie bańki mydlane i spotkanie z Koziołkiem Matołkiem to tylko nieliczne atrakcje, które corocznie towarzyszą wydarzeniu. Książki do nagrody mogą zgłaszać wydawcy, czytelnicy, a także biblioteki i inne zainteresowane instytucje. O przyznaniu nagrody decyduje jury powoływane przez organizatora. Laureaci otrzymują nagrodę oraz statuetkę Koziołka Matołka z brązu, wykonaną przez znakomitego rzeźbiarza Andrzeja Renesa. "Nagrodę Literacką im. Kornela Makuszyńskiego ustanowiliśmy – pragnąc, by nazwiska najlepszych współczesnych polskich autorów piszących dla dzieci znane były wszystkim i aby nie ginęły w zapomnieniu wśród stosów kolorowych "disnejek" uzasadnia Joanna Papuzińska.

### Laureaci Ogólnopolskiej Nagrody Literackiej im. Kornela Makuszyńskiego
- 1994 Piotr Wojciechowski „Bajki żółtego psa”, Wydawnictwo Stentor
- 1995 Joanna Olech „Dynastia Miziołków”, Wydawnictwo Egmont
- 1996 Jerzy Niemczuk "Przygody Zuzanki", Wydawnictwo Papirus
- 1997 Anna Onichimowska "Dobry potwór nie jest zły", Wydawnictwo Podsiedlik-Raniowski i S-ka
- 1998 Tomasz Trojanowski "Kocie historie", Wydawnictwo Philip Wilson
- 1999 Dorota Gellner "Dorota Gellner dzieciom”, Wydawnictwo KAMA
- 2000 Anna Lewkowska "Dziwne przygody czarnoksiężnika Zenona", Wyd. Prószyński i S-ka
- 2001 Marta Tomaszewska "Tego lata w Burbelkowie", Wydawnictwo Nasza Księgarnia
- 2002 Grzegorz Kasdepke „Kacperiada”, Wydawnictwo Literatura
- 2003 Małgorzata Strzałkowska "Wiersze, że aż strach!", Wydawnictwo Media Rodzina
- 2004 Małgorzata Strękowska-Zaremba "Abecelki i duch Bursztynowego Domu", Pracownia Pedagogiczna i Wydawnicza
- 2005 Agnieszka Tyszka „Róże w garażu”, Wydawnictwo Literatura
- 2006 Beata Wróblewska „Małgosia z Leśnej Podkowy”, Wydawnictwo Egmont
- 2007 Katarzyna Majgier „Amelka”, Wydawnictwo Egmont
- 2008 Paweł Beręsewicz „Ciumkowe historie, w tym jedna smutna”, Wydawnictwo Skrzat
- Nagroda Specjalna – SUPERKOZIOŁEK Joanna Papuzińska za całokształt twórczości
- 2009 Roksana Jędrzejewska-Wróbel „Florka. Z pamiętnika ryjówki”, Wydawnictwo Literatura
- 2010 Barbara Gawryluk „Zuzanka z pistacjowego domu”, Wydawnictwo Literatura
- 2011 Paweł Beręsewicz „Tajemnica człowieka z blizną”, Wydawnictwo Literatura
- 2012 Renata Piątkowska „Wieloryb”, Wydawnictwo Literatura
- 2013 Marcin Pałasz „Sposób na Elfa”, Wydawnictwo Skrzat
- Nagroda Specjalna SUPERKOZIOŁEK – Wanda Chotomska za całokształt twórczości
- 2014 Katarzyna Ryrych „O Stephenie Hawkingu, czarnej dziurze i myszach podpodłogowych”, Wydawnictwo Literatura
- 2015 Rafał Witek „Zgniłobrody i luneta przeznaczenia”, Wydawnictwo Nasza Księgarnia
- 2016 Zuzanna Orlińska „Stary Noe”, Wydawnictwo Literatura
- 2017 Kasia Nawratek „Kresek, Bartek i całkiem zwyczajny początek”, Wydawnictwo Ezop
- 2018 Justyna Bednarek „Pan Kardan i przygoda z vetustasem”, Wydawnictwo Bajka
- 2019 Antonina Kasprzak „Wiłka smocza dziewczynka”, Wydawnictwo BIS
- 2020 Marcin Przewoźniak „Puk, puk! Zastałem króla?”, Wydawnictwo Zielona Sowa
- 2021 Jan Bliźniak „Śrubek i tajemnice Maszynerii”, Wydawnictw Adamada
- 2022 Katarzyna Wasilkowska „Już, już!”, Wydawnictwo Literatura
- 2023 Krzysztof Zapotoczny „Kot Marian i odwiedzacze”, Wydawnictwo Dwukropek
- 2024 Arleta Remiszewska „Kruche życie pancernika”, Wydawnictwo Skrzat

## Aleja Pisarzy
Uchwałą nr XXII/441/12 Rady Miasta z dn. 27 czerwca 2012, ciąg pieszy położony pomiędzy ulicą Dąbrowskiego, a Miejską Biblioteką Publiczną im. Ł. Górnickiego GALERIA KSIĄŻKI w Oświęcimiu został ustanowiony Aleją Pisarzy. Idea realizacji Alei Pisarzy w Oświęcimiu nawiązuje do popularnych na całym świecie Alei Gwiazd, przy czym w odróżnieniu od idolów masowej kultury medialnej, dowartościowaniu podlega tu sztuka słowa. Oświęcimska Aleja Pisarzy upamiętnia wybitnych, żyjących, polskich pisarzy, którzy osobiście odsłaniają pamiątkowe płyty z brązu. Płyty ozdobione są autografem, wybranym cytatem z ich twórczości oraz datą odsłonięcia. Realizowany projekt w oczach społeczności kraju i świata poszerza symbolikę Oświęcimia – Miasta Orędownika Pokoju – o wartościowe i pokojowe treści.

### Swoje tablice w oświęcimskiej Alei Pisarzy odsłonili
- 2012 Andrzej Stasiuk
- 2013 Marek Bieńczyk
- 2013 Janusz Głowacki
- 2014 Ewa Lipska
- 2014 Zofia Posmysz
- 2014 Marcin Świetlicki
- 2015 Olga Tokarczuk
- 2015 Hanna Krall
- 2016 Ryszard Krynicki
- 2016 Wanda Chotomska
- 2016 Wiesław Myśliwski
- 2017 Dorota Masłowska
- 2017 Mariusz Szczygieł
- 2018 Urszula Kozioł
- 2018 Wojciech Jagielski
- 2019 Adam Zagajewski
- 2019 Szczepan Twardoch
- 2021 Małgorzata Szejnert
- 2021 Magdalena Grzebałkowska
- 2022 Radek Rak
- 2023 Jurij Andruchowycz
- 2024 Marek Krajewski[3]

### Decyzję o uhonorowaniu pisarzy i poetów podejmuje Kapituła Alei Pisarzy w składzie
- Dr hab. prof. UJ Krzysztof Zajas - Przewodniczący Kapituły

- Prezydent Miasta Oświęcim Janusz Chwierut - Członek Kapituły

- Dr hab. prof. UJ Michał Rusinek - Członek Kapituły

- Dr hab. prof. UJ Jarosław Fazan - Członek Kapituły

- Prof. dr hab. Ryszard Koziołek, rektor UŚ - Członek Kapituły

- Dyrektor Biblioteki Leszek Palus - Członek Kapituły

- Z-ca Dyrektora Biblioteki Monika Sobota - Sekretarz Kapituły

## Biblioteka Powiatowa
Od 1999 roku Miejska Biblioteka Publiczna im. Ł. Górnickiego GALERIA KSIĄŻKI w Oświęcimiu, zgodnie z podpisaną ze Starostwem Powiatowym w Oświęcimiu umową pełni funkcje Biblioteki Powiatowej dla Powiatu Oświęcimskiego.
W ramach działalności powiatowej realizuje następujące zadania:
- Organizacja szkoleń ogólnych i specjalistycznych,
- Monitorowanie stanu sieci bibliotecznej w powiecie,
- Udzielanie pomocy metodycznej,
- Udzielanie pomocy organizacyjnej gminnym bibliotekom publicznym,
- Udział w selekcji zbiorów,
- Udział w inwentaryzacji zbiorów,
- Opracowanie i rozprowadzanie materiałów metodycznych,
- Monitorowanie stanu sieci bibliotecznej w powiecie.